# Hailey se ocupă
Hailey se ocupă (engleză Hailey's On It!) este un serial de animație de televiziune creat de Devin Bunje șo Nick Stanton și produs de Disney Television Animation care a avut premiera pe 8 iunie 2023 pe Disney Channel.
Premiera în România a avut loc pe 4 martie 2024 pe Disney Channel. 

## Premisă
Serialul, plasat în Oceanești, California, o urmărește pe Hailey Banks, o fată de 14 ani căreia nu-i place să-și asume riscuri. Viața ei este dată peste cap în timpul sărbătorii de Anul Nou, când este vizitată de un om de știință care provine din viitor. Din vizita omului de știință, Hailey află că finalizarea unei lungi liste de sarcini pe care a scris-o va fi începutul important al unui lanț de evenimente care va duce la inventarea unui dispozitiv care va fi folosit pentru a salva întreaga planetă prin inversarea încălzirii globale. Acum, Hailey trebuie să-și depășească temerile, să îndeplinească sarcini imposibile și impracticabile și să-și înfrunte sentimentele față de Scott, cel mai bun prieten al ei. Cu toate acestea, unele dintre realizările ei vor fi amenințate de Haos Boți, mici roboți din viitor trimiși de un răufăcător misterios care vrea să o împiedice să-și termine lista și să salveze lumea.

## Personaje

### Principale
- Hailey 'Alohilani Banks - este o fată hawaiiană de 14 ani căreia nu-i place să-și asume riscuri, dar acum trebuie să-și depășească nesiguranțele și temerile pentru a salva lumea. Ea este îndrăgostită de cel mai bun prieten al ei, Scott, deși el nu observă asta și o vede doar ca pe o prietenă apropiată. În episodul „O.Z. WOW”, se dezvăluie că ea inventează elementul de energie curată (Haileytonium) care alimentează Haos Boții.
- Scott Denoga - este cel mai bun prieten al lui Hailey, pe care ea trebuie să-l sărute pentru a preveni sfârșitul lumii, dar alege să o facă la sfârșitul listei sale, deoarece le-ar putea strica prietenia.
- Beta - este un sistem de operare AI din viitor care enumeră realizările lui Hailey. Are o relație controversată cu Scott.

### Secundare
- Kai Banks - este tatăl hawaiian al lui Hailey.
- Patricia Banks (născută Phlorange) - este mama caucaziană a lui Hailey. Ea este agent imobiliar, dar în trecut a fost breakdancer în videoclipuri muzicale.
- A.C.Aychvak - este rivalul lui Hailey, deși rivalitatea este unilaterală. El este răsfățat și dorește să trișeze pentru a câștiga, uneori cu ajutorul unor roboței.
- Profesoara - este un om de știință din viitor cu energie Superioară.

- Thad - este unul dintre colegii lui Hailey și e într-o relație cu Jonathan.
- Becker Denoga - este sora mai mică neastâmpărat și distructivă a lui Scott. Ea se îndrăgostește inițial de Hailey Banks, dar este capabilă să treacă mai departe atunci când Hailey nu simte la fel pentru ea, iar mai târziu începe o relație cu fosta ei rivală de la școală, Kennedy.
  - Bomfaier, Fierastrau, Drujbă și Paul sunt prietenii lui Becker.
- Kristine Sanchez - este o fată populară care, în ciuda faptului că este oarecum absorbită de sine, este foarte veselă și prietenoasă cu toată lumea și merge la aceeași școală ca Hailey și Scott. Este o fashionistă specializată în pălării. În timp ce sa dovedit că lui Hailey nu-i place personalitatea prea veselă a lui Kristine, ea începe să se deschidă față de aceasta, începând cu „Excursia’”. În „Cum a început totul”, ea începe să iasă cu Scott. Cu toate acestea, ea se desparte el în episodul „O.Z. WOW”
- Sunny Denoga - este mama lui Scott.
- Jonathan - este unul dintre colegii lui Hailey și e într-o relație cu Thad.
- Dwayne și Johnson Banks - sunt frații gemeni ai lui Hailey. Numele lor fac referire la Dwayne Johnson, care a jucat împreună cu actrița vocală a lui Hailey, Auliʻi Cravalho, în filmul Disney Vaiana.
- Frank - este flamingo-ul de companie al Familiei Banks.
- Lusy - este colega stângace a lui Hailey.
- Kennedy - este iubita perfecționistă a lui Becker
- Bill Board - este un om de afaceri local care apare în mai multe episoade. El conduce o companie care pune panouri publicitare, potrivit numelui său, și a achiziționat, de asemenea, o serie de alte companii locale (deseori în pariuri sau jocuri cu alți oameni de afaceri).
- Genesis - este colegul cool al lui Hailey

## Episoade
| Premiera originală | Premiera în România | N/o | Titlu român                  | Titlu englez                       |
| ------------------ | ------------------- | --- | ---------------------------- | ---------------------------------- |
|                    |                     |     |                              |                                    |
| PRIMUL SEZON       |                     |     |                              |                                    |
|                    |                     |     |                              |                                    |
| 08.06.2023         | 04.03.2024          | 1   | Cum a început totul          | The Beginning of the Friend        |
|                    |                     |     |                              |                                    |
| 08.06.2023         | 05.03.2024          | 2   | Cu Beta la pescuit           | Beta'd and Hooked                  |
| 08.06.2023         | 05.03.2024          | 2   | Ca-n vestul sălbatic         | The Wild, Wild Mess                |
|                    |                     |     |                              |                                    |
| 17.06.2023         | 06.03.2024          | 3   | Castele de nisip             | The Last Sand                      |
| 17.06.2023         | 06.03.2024          | 3   | Spectacolul o ia razna       | The Show Must Go Wrong             |
|                    |                     |     |                              |                                    |
| 17.06.2023         | 07.03.2024          | 4   | Clubul Cubix                 | Cubix Dudes                        |
| 17.06.2023         | 07.03.2024          | 4   | Cosplay ca la carte          | Cos-Played                         |
|                    |                     |     |                              |                                    |
| 24.06.2023         | 08.03.2024          | 5   | Excursia                     | Road Trippin                       |
| 24.06.2023         | 08.03.2024          | 5   | Fără scăpare                 | Escape Doom                        |
|                    |                     |     |                              |                                    |
| 24.06.2023         | 11.03.2024          | 6   | Flamingo-ul trebuie să plece | The Flamingo Must Flamin-Go        |
| 24.06.2023         | 11.03.2024          | 6   | Bătălia trupelor             | Splatter of the Bands              |
|                    |                     |     |                              |                                    |
| 01.07.2023         | 12.03.2024          | 7   | Farul buclucaș               | Bringing Home the Beacon           |
| 01.07.2023         | 12.03.2024          | 7   | Dansează până nu mai poți    | Dance Like No Mom is Watching      |
|                    |                     |     |                              |                                    |
| 01.07.2023         | 13.03.2024          | 8   | Kristine-ceañera             | Kristine-ceañera                   |
| 01.07.2023         | 13.03.2024          | 8   | Pufamicii                    | The Puffle Kerfuffle               |
|                    |                     |     |                              |                                    |
| 08.07.2023         | 14.03.2024          | 9   | Distincția                   | Flippin' Out                       |
| 08.07.2023         | 14.03.2024          | 9   | Spirit de Regină             | Smells Like Queen Spirit           |
|                    |                     |     |                              |                                    |
| 08.07.2023         | 15.03.2024          | 10  | Prinde felinele              | Catching Felines                   |
| 08.07.2023         | 15.03.2024          | 10  | Concertul                    | It's All Gonna Be OK-Pop           |
|                    |                     |     |                              |                                    |
| 15.07.2023         | 18.03.2024          | 11  | O.Z. WOW                     | U.F. Whoa!                         |
|                    |                     |     |                              |                                    |
| 22.07.2023         | 19.03.2024          | 12  | Totul la momentul potrivit   | Seas the Day                       |
| 22.07.2023         | 19.03.2024          | 12  | Oportunități pe pupate       | Kissed Opportunities               |
|                    |                     |     |                              |                                    |
| 29.07.2023         | 20.03.2024          | 13  | Lista lui Scott              | Sight for Dinosaur Eyes            |
| 29.07.2023         | 20.03.2024          | 13  | Drumeție pe munte            | Along for the Slide                |
|                    |                     |     |                              |                                    |
| 05.08.2023         | 21.03.2024          | 14  | Hailey cu geaca de piele     | Leather Jacket Hailey              |
| 05.08.2023         | 21.03.2024          | 14  | Salutul norocos              | In a Pinch                         |
|                    |                     |     |                              |                                    |
| 12.08.2023         | 22.03.2024          | 15  | Scott fără filtru            | The Fart of War                    |
| 12.08.2023         | 22.03.2024          | 15  | Cine a dat drumul la câini?  | Who Let the Dogs Out? (Hailey)     |
|                    |                     |     |                              |                                    |
| 29.09.2023         | 02.09.2024          | 16  | Robot fără rival             | Beta's Gonna Hate                  |
| 29.09.2023         | 02.09.2024          | 16  | Labirintul                   | The A-maize-ing Maze               |
|                    |                     |     |                              |                                    |
| 14.10.2023         | 03.09.2024          | 17  | Știu ce-ai făcut aseară      | I Know What You Did Last Slumber   |
| 14.10.2023         | 03.09.2024          | 17  | Doamna și Trambulina         | Lady and the Trampoline            |
|                    |                     |     |                              |                                    |
| 21.10.2023         | 04.09.2024          | 18  | Sandviș de emoții            | Scott's on a Roll                  |
| 21.10.2023         | 04.09.2024          | 18  | Adevărul                     | Bye Bye Birdies                    |
|                    |                     |     |                              |                                    |
| 28.10.2023         | 05.09.2024          | 19  | Fabulosul Frank              | Frankly Fabulous                   |
| 28.10.2023         | 05.09.2024          | 19  | Între ciocan și popică       | The Pin is Mightier Than the Swole |
|                    |                     |     |                              |                                    |
| 01.12.2023         | 06.09.2024          | 20  | Haos de sărbători            | We Wish You a Merry Chaos-mas      |
|                    |                     |     |                              |                                    |
| 16.03.2024         | 09.09.2024          | 21  | Sirena din Oceaneștii        | Mer-Made in Oceanside              |
| 16.03.2024         | 09.09.2024          | 21  | Casa Plină (de termite)      | Full House (of Bugs)               |
|                    |                     |     |                              |                                    |
| 23.03.2024         | 10.09.2024          | 22  | Revanșa                      | The Umpire Strikes Back            |
| 23.03.2024         | 10.09.2024          | 22  | Magie imposibilă             | Magician: Impossible               |
|                    |                     |     |                              |                                    |
| 30.03.2024         | 11.09.2024          | 23  | Liga părului extraordinar    | Bad Bear Deay                      |
| 30.03.2024         | 11.09.2024          | 23  | 2001: Nuntă cu peripeții     | 2001: A Spouse Odyssey             |
|                    |                     |     |                              |                                    |
| 06.04.2024         | 12.09.2024          | 24  | Revanșa orei de detenție     | The Saw-Shank Redemption           |
| 06.04.2024         | 12.09.2024          | 24  | Tata spune nu                | No More Mr. Rice                   |
|                    |                     |     |                              |                                    |
| 13.04.2024         | 13.09.2024          | 25  | Atac din viitor              | When Squeeples Attack              |
| 13.04.2024         | 13.09.2024          | 25  | Intenții bune                | Cool Intentions                    |
|                    |                     |     |                              |                                    |
| 20.04.2024         | 16.09.2024          | 26  | O experiență hipnotică       | Out of Body Slam Experience        |
| 20.04.2024         | 16.09.2024          | 26  | O faptă bună nu se uită      | Get Whale Soon                     |
|                    |                     |     |                              |                                    |
| 27.04.2024         | 17.09.2024          | 27  | Kristine se reîndrăgostește  | How Kristine Goat Her Groove Back  |
| 27.04.2024         | 17.09.2024          | 27  | Secretul lui Hailey          | Oceanside's 11                     |
|                    |                     |     |                              |                                    |
| 04.05.2024         | 18.09.2024          | 28  | Mama se ocupă                | Smother Knows Best                 |
| 04.05.2024         | 18.09.2024          | 28  | Eleva săptămânii             | Student of the Weak                |
|                    |                     |     |                              |                                    |
| 11.05.2024         | 19.09.2024          | 29  | Cel mai bun bober            | The Biggest Luger                  |
| 11.05.2024         | 19.09.2024          | 29  | S-a născut un impostor       | An Imposter Is Born                |
|                    |                     |     |                              |                                    |
| 18.05.2024         | 20.09.2024          | 30  | Perechea potrivită           | I Wanna Dance with My Buddy        |

## Producție
Cel mai vechi concept al Hailey se ocupă a fost conceput atunci când Devin Bunje și Nick Stanton au venit cu un scenariu în care o fată nu reușește să acorde atenție unui mesager care călătorește în timp. Duo-ul a devenit interesat de personaje și a început încet încet să dezvolte ceea ce avea să devină în cele din urmă o serie.
Pe 18 noiembrie 2021, Disney Branded Television a anunțat că Hailey se ocupă a primit undă verde pentru un prim sezon de 20 de episoade. Meredith Roberts, un executiv al  Disney Television Animation, a descris serialul ca fiind primul serial animat creat de Bunje și Stanton și l-a numit o „comedie în ritm rapid”, cu „povesti întemeiate” și „inimă”, ceea ce îl face o „potrivire perfectă” pentru Disney. Seria a fost descrisă ca fiind destinată copiilor cu vârsta cuprinsă între 6 și 14 ani și familiilor acestora. Pe 15 iunie 2022, Disney Branded Television a dezvăluit că Hailey se ocupă va primi 10 episoade suplimentare, aducând totalul de la 20 de episoade la un număr de 30 de episoade pentru primul sezon.
De asemenea, a fost anunțat că Howy Parkins va fi co-producător executiv, alături de Bunje și Stanton, și director supervizor. Raportările l-au confirmat, de asemenea, pe Wade Wisinski ca producător al serialului, Karen Graci ca editor de poveste al serialului și Lee Ann Dufour ca director artistic al seriei. În decembrie 2022, Daily Sundial a raportat că artistul Jaison Wilson, care a lucrat la Prințesa și Broscoiul, Legile lui Milo Murphy, Candace împotriva Universului și Amphibia, va lucra la serial. Pe 28 aprilie, primul trailer al serialului a fost lansat, iar un comunicat de presă a remarcat că distribuția de invitați speciali a serialului îi include pe Brian Jordan Alvarez, Blake Anderson, Mick Foley, Jo Koy, Jack McBrayer, Bebe Neuwirth, Chris Parnell, Tim Robinson, Natasha Rothwell, Brandon Mychal Smith, Martin Starr și Al Yankovic. În aceeași zi, a fost anunțat că Cat Harman-Mitchell și Leslie Park vor fi regizori de serie.